# Gundapura, Mandya
Gundapura là một làng thuộc tehsil Mandya, huyện Mandya, bang Karnataka, Ấn Độ.